# Rodrigo Ratier

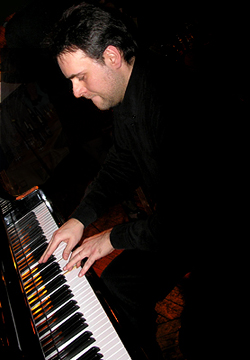
Rodrigo Ratier 2006

Rodrigo Ratier (* 21. Mai 1969 in Buenos Aires) ist ein argentinischer Komponist, Pianist, Arrangeur und Dirigent, der sich vor allem dem Tango Nuevo, dem Jazz, der volkstümlichen lateinamerikanischen und zeitgenössischer Musik gewidmet hat.

## Leben
Mit sechs Jahren nahm er seinen ersten Klavierunterricht. Ab 1981 setzte sich seine musikalische Ausbildung unter Roberto Lara (Gitarre), Haydée Schvartz (Klavier) und Ani Grunwald (Musiktheorie) fort. Gleichzeitig studierte er am Städtischen Manuel de Falla-Konservatorium und dem Beethoven-Konservatorium von Buenos Aires.
Er studierte zunächst das klassische Gitarre- und Klavierrepertoire ein und befasste sich außerdem mit Komposition. 1984 schrieb die ersten Stücke, Ergebnis seiner Auseinandersetzung mit der argentinische Volksmusik und dem Tango Argentino, so wie der Fusion dieser Musikgenres mit Jazz und klassischer Musik.

## Künstlerische Karriere
Seit 1985 war er als Komponist, Pianist, Arrangeur und Dirigent tätig. In Argentinien gründete er die Musikgruppen Los Rodrigo Ratier Trío (1986), Vallegrande (1987), Atuel (1991) und La Puerta del Vino (1994), mit denen er auf den wichtigsten Musikbühnen von Buenos Aires und anderen Städten Argentiniensmusizierte.
Im Jahr 1997 ging er nach  Santiago (Chile). Dort gründete er das Terzett Sur (lateinamerikanische Jazz-Fusion) und leitete seit 2006 Gruppe Rodrigo Ratier Quinteto, die auf  (Tango-Jazz) spezialisiert war.
Zwischen 2004 und 2010 nahm er in einem von der chilenischen Sängerin und Komponistin Cristina Gálvez geführten Projekt teil. Gelegentlich verpflichtet er als sidemen Stars des chilenischen Jazz, wie Mickey Mardones, Rita Góngora, Fernando Verdugo, u. a.
Im Jahre 2017 komponiert er Cuatro viñetas tangueras („Vier Tango-Vignetten“), ein Tango-Konzert für Bratsche und Streichorchester das von der russischen, in der Schweiz niedergelassenen Bratschistin Hana-Maria Gubenko beauftragt wurde, und dessen Uraufführung am 20. August 2018 in Anwesenheit des Komponisten im Campus Aula PMS Kreuzlingen (Schweiz) mit Hana-Maria Gubenko als Solistin und der Orchestre de Chambre de Toulouse unter der Leitung des Schweizer Komponisten und Dirigenten Gilles Collard stattfand.
Seine Kompositionen vereinen Elemente argentinischer und lateinamerikanischer Volksmusik, des Tango und der uruguayischen Candombe, von  Fusion, Jazz und World Music.

## Diskographie
- Terra Australis (La Puerta del Vino, Buenos Aires, 1997)[6]
- Sur, Lateinamerikanische Jazz-Fusion (Sur, Santiago, 2006)[7]
- Neurotango (Rodrigo Ratier Quintett, Santiago, 2008)[8]
- Rodrigo Ratier Quinteto im SCD Bellavista Saal (Rodrigo Ratier Quintett, Santiago, 2012)[9]
- Piedra y Camino (Cristina Galvez, München, 2013)[10]
- Resonancia (Rodrigo Ratier Quintett, Santiago, 2013)[11]
- Tenemos las mismas manos - Hommage an Rolando Alarcon (mit Omar Lavadie, Santiago, 2015)[12]